# Корс-Этти
Корс-Этти (кирг. Корс-Этти) — село в Узгенском районе Ошской области Кыргызстана. Входит в состав Ийри-Сууского аильного округа. Код СОАТЕ — 41706  255 826 05 0

## Население
По данным переписи 2023 года, в селе проживало 1 713 человек.